# Tony Burton
Tony Burton, właśc. Anthony Mabron Burton (ur. 23 marca 1937 w Flint, zm. 25 lutego 2016 w Menifee) – amerykański aktor i bokser.
Był jedynym z trzech aktorów, obok Sylvestra Stallone i Burta Younga, którzy wzięli udział we wszystkich 6 częściach filmowego cyklu o Rockym Balboa. Wystąpił w roli Tony’ego „Duke’a” Eversa, który początkowo był menadżerem/trenerem mistrza świata Apolla Creeda aż do jego śmierci na ringu po walce z Ivanem Drago, zanim ostatecznie został menadżerem przyjaciela Apollo, Rocky’ego Balboy.

## Życiorys
Urodził się Flint w stanie Michigan, gdzie w 1955 ukończył Flint Northern High School. Miał czterech braci i cztery siostry, w tym młodszą Lorettę „Peaches” Kelley. Odnosił sukcesy w futbolu amerykańskim na pozycji running back, zdobył tytuł Most valuable player, a w meczu przeciwko Grand Rapids Catholic zdobył łącznie 213 jardów. W drużynie Northern Burton był czołowym miotaczem baseballu, dzięki któremu drużyna zdobyła tytuł mistrza miasta.
Podczas swojej kariery bokserskiej zdobył tytuły mistrzostw Flint stanu Michigan Golden Gloves w wadze półciężkiej w 1955 i 1957. Wygrał stanowe mistrzostwa Golden Gloves w wadze półciężkiej w 1957 i przegrał w półfinale Chicago Tournament of Champions. W 1993 został wprowadzony do Afroamerykańskiej Galerii Sław Greater Flint.
Kiedy jego kariera sportowa dobiegła końca, Burton na krótko zwrócił się ku przestępczości, trafił do  kalifornijskiego więzienia na trzy i pół roku za rabunek z bronią w ręku. Podczas odbywania kary Burton wziął udział w warsztatach psychodramy, które doprowadziły go do kariery aktorskiej. Po wyjściu studiował w Actors Studio. Zadebiutował na ekranie drugoplanową rolą Sonny’ego Spydera Browna w dramacie kryminalnym blaxploitation Czarny ojciec chrzestny (The Black Godfather, 1974) u boku Jimmy’ego Witherspoona i pojawił się w jednym z odcinków serialu kryminalnego CBS Kojak (1974) – pt. „Zdrada” („The Betrayal”) jako Eddie Ellis.
W 1980 zawarł związek małżeński z Aurelain „Rae” Burton. Miał czworo dzieci: synów – Jomo i Martina (1971–2014) oraz córki – Juanitę i Christal. Był baptystą, związanym z Kościołem chrześcijan baptystów w regionie Highland w stanie Kalifornia.
Zmarł 25 lutego 2016 w Menifee w Kalifornii na zapalenie płuc w wieku 78 lat.

## Filmografia

### Filmy
- 1976: Atak na posterunek 13 jako Wells
- 1976: Rocky jako Tony „Duke” Evers, trener Apollo Creeda
- 1979: Rocky II jako Tony „Duke” Evers
- 1980: Czyste szaleństwo jako mężczyzna, który uderza wielkiego groźnego faceta
- 1980: Lśnienie jako Larry Durkin
- 1980: Inside Moves jako Lucius
- 1982: Zabawka jako Stanley
- 1982: Rocky III jako Tony „Duke” Evers
- 1985: Rocky IV jako Tony „Duke” Evers
- 1986: Uzbrojeni i niebezpieczni jako Cappy
- 1990: Rocky V jako Tony „Duke” Evers
- 1991: Hook jako Bill Jukes
- 2006: Rocky Balboa jako Tony „Duke” Evers

### Seriale
- 1974: Kojak jako Eddie Ellis
- 1974: The Six Million Dollar Man jako menadżer
- 1979: The Incredible Hulk jako Taylor George
- 1981: Największy amerykański bohater jako „Curley”
- 1984: Drużyna A jako Burke
- 1984: Hardcastle i McCormick
- 1985: Na wariackich papierach jako barman
- 1986: Airwolf jako „Moose”
- 1990: Inny świat jako „Cap” Connors
- 1991: Miasteczko Twin Peaks jako pułkownik Riley
- 1991: Dzień za dniem jako Marquis
- 1993: Renegat jako przyjaciel Ronniego
- 1996: Nowojorscy gliniarze jako Floyd Gates
- 1996: Mroczne dziedzictwo jako Simon Walters
- 1996: Szpital Dobrej Nadziei jako dr Joseph Little
- 1998: Siedmiu wspaniałych jako Tennessee Eban